# Liste der Stolpersteine in Brüggen
Die Liste der Stolpersteine in Brüggen enthält alle Stolpersteine, die im Rahmen des gleichnamigen Projekts von Gunter Demnig in Brüggen verlegt wurden. Mit ihnen soll an Opfer des Nationalsozialismus erinnert werden, die in Brüggen lebten und wirkten.

## Verlegte Stolpersteine
- Karte mit allen Koordinaten:
- OSM |
- WikiMap

Hinweise zur Benutzung der Auflistung:
Die Liste führt die verlegten Stolpersteine auf, nennt Namen und Lebensdaten der Person, Ort und Datum der Verlegung, die auf dem Stein zu lesende Inschrift und zeigt jeweils ein Foto des beschriebenen Stolpersteins. Dazu führt die Liste Informationen zur Person auf sowie, in den Fußnoten, auch Informationen zu den genannten verwandten Personen.
- Die Liste ist teils sortierbar gestaltet. Die Sortierung nach dem Alphabet wird durch das Anklicken der beiden Dreiecke in den Spalten erreicht.
- Mit ♁ (Lage) oder der Weltkugel lassen sich die Koordinaten mit Kartendiensten anzeigen.
- Hochgestellte Zahlen im Text bedeuten einen Link: Hochgestellte Zahlen in eckigen Klammern verweisen auf einen Einzelnachweis (Beleg) für die Information.
- Blau hinterlegte Wörter sind als Links zu anderen Wikipediaartikeln oder auch als Links innerhalb dieser Liste hinterlegt.

| Bild                                  | Person, Inschrift                                                        | Adresse            | Verlege- datum | Weitere Informationen |
| ------------------------------------- | ------------------------------------------------------------------------ | ------------------ | -------------- | --- |
| Stolperstein für Alexander Wolff      | Hier wohnte Alexander Wolff Jg. 1880 deportiert 1941 Riga ermordet       | Hochstraße 9 ·     | 6. Dez. 2022   | Alexander Wolff wurde am 01.08.1880 in Brüggen geboren, als Beruf wird Viehhändler angegeben. Er heiratete Julie Hein, zwei Söhne sind nachgewiesen (gerettet in England, Namen unbekannt). Am 11.12.1941 wurden Alexander und Julie ab Düsseldorf ins Ghetto Riga deportiert, wo sie ermordet wurden.                |
| Stolperstein für Julie Wolff          | Hier wohnte Julie Wolff geb. Hein Jg. 1886 deportiert 1941 Riga ermordet | Hochstraße 9 ·     | 6. Dez. 2022   | Julie Hein wurde am 26.02.1886 in Cochem (strittig: Diese Quelle nennt Oppeln als Geburtsort) geboren. Sie heiratete Alexander Wolff, zwei Söhne sind nachgewiesen (gerettet in England, Namen unbekannt). Am 11.12.1941 wurden Alexander und Julie ab Düsseldorf ins Ghetto Riga deportiert, wo sie ermordet wurden. |
| Stolperstein für Albert Braun         | Hier wohnte Albert Braun Jg. 1880 deportiert 1941 Riga ermordet          | Klosterstraße 78 · | 6. Dez. 2022   | Albert Braun wurde am 10.03.1880 in Sohren geboren, als Beruf wird Textilhändler angegeben. Er heiratete Erna Cohn, zwei Kinder (Fritz Emanuel und Renate Martha) sind bekannt. Die gesamte Familie wurde am 11.12.1941 ab Düsseldorf ins Ghetto Riga deportiert, wo alle ermordet wurden.                            |
| Stolperstein für Erna Braun geb. Cohn | Hier wohnte Erna Braun geb. Cohn Jg. 1901 deportiert 1941 Riga ermordet  | Klosterstraße 78 · | 6. Dez. 2022   | Erna Cohn wurde am 10.07.1901 in Myslowitz geboren. Sie heiratete Albert Braun, zwei Kinder (Fritz Emanuel und Renate Martha) sind bekannt. Die gesamte Familie wurde am 11.12.1941 ab Düsseldorf ins Ghetto Riga deportiert, wo alle ermordet wurden.                                                                |
| Stolperstein für Fritz Emanuel Braun  | Hier wohnte Fritz Emanuel Braun Jg. 1932 deportiert 1941 Riga ermordet   | Klosterstraße 78 · | 6. Dez. 2022   | Fritz Emanuel Braun wurde am 23.06.1932 als Sohn von Albert Braun und seiner Ehefrau Erna Braun, geb. Cohn in Brüggen geboren, eine Schwester (Renate Martha) ist bekannt. Die gesamte Familie wurde am 11.12.1941 ab Düsseldorf ins Ghetto Riga deportiert, wo alle ermordet wurden.                                 |
| Stolperstein für Renate Martha Braun  | Hier wohnte Renate Martha Braun Jg. 1933 deportiert 1941 Riga ermordet   | Klosterstraße 78 · | 6. Dez. 2022   | Renate Martha Braun wurde am 22.11.1933 als Tochter von Albert Braun und seiner Ehefrau Erna Braun, geb. Cohn in Brüggen geboren, ein Bruder ((Fritz Emanuel) ist bekannt. Die gesamte Familie wurde am 11.12.1941 ab Düsseldorf ins Ghetto Riga deportiert, wo alle ermordet wurden.                                 |